# Don Álvaro
Don Álvaro es un municipio español, perteneciente a la provincia de Badajoz (comunidad autónoma de Extremadura).

## Situación
Está situado en la margen derecha del río Guadiana, intermedio entre las Vegas Altas y Bajas del citado río. Pertenece a la comarca de Tierra de Mérida - Vegas Bajas y al Partido judicial de Mérida.
Aunque mantiene una tradición agrícola, esta ya no es la actividad más importante del municipio, cuya actividad principal ha pasado a ser el sector servicios, debido a la proximidad de la ciudad de Mérida.

## Demografía
Don Álvaro cuenta con una población de 815 habitantes (INE 2024).
| Gráfica de evolución demográfica de Don Álvaro entre 1842 y 2021                                                      |
| |
| Población de derecho según los censos de población del INE. Población de hecho según los censos de población del INE. |

## Historia
A la caída del Antiguo Régimen la localidad se constituye en municipio constitucional en la región de Extremadura. Desde 1834 quedó integrado en el Partido judicial de Mérida. En el censo de 1842 contaba con 173 hogares y 592 vecinos.

## Patrimonio
- Iglesia parroquial católica de Santa María Magdalena, en la archidiócesis de Mérida-Badajoz.[4]